# Rui Filipe
Rui Filipe Tavares de Bastos (*Vale de Cambra, Portugal, 8 de marzo de 1968 - 28 de agosto de 1994) fue un futbolista portugués. Jugó de volante y su primer equipo fue SC Espinho.

## Muerte
El 28 de agosto de 1994, Rui Filipe murió en un accidente automovilístico en Gândara (EN223), municipio de Santa Maria da Feira , con tan solo 26 años. Según los informes, su coche derrapó —probablemente debido a su velocidad o condiciones de la vía— y se salió del trazado, el impacto fue mortal.

## Clubes
| Club           | País     | Año       |
| -------------- | -------- | --------- |
| SC Espinho     | Portugal | 1989-1990 |
| Gil Vicente FC | Portugal | 1990-1991 |
| FC Porto       | Portugal | 1991-1994 |